# IIHF Challenge Cup of Asia 2017
IIHF Challenge Cup of Asia 2017 se uskutečnil ve dvou turnajích rozdělených podle výkonnosti stejně jako v předchozím roce, přičemž byl uplatněn systém postupu a sestupu jednoho celku mezi nimi na základě výsledků předchozího ročníku. Z elitní skupiny se z finančních důvodů odhlásil vítěz 1. divize z předchozího ročníku Kyrgyzstán a tak se hrála jen v pěti účastnících. V 1. divizi se po roční pauze objevili Omán a Kuvajt a naopak nedorazili přihlášení Katar, Filipíny a Turkmenistán.

## Elitní skupina
Turnaj výkonnostně nejvyšší elitní skupiny se konal od 17. do 23. března 2017 v The Rink Ice Arena v Bangkoku v Thajsku. Turnaje se zúčastnila pět mužstev, která spolu hrála v jedné skupině každé s každým. Vítězství si připsali hráči Spojených arabských emirátů před hráči Mongolska a hráči Thajska. Do divize I sestoupila Malajsie.

### Tabulka
|    |                         | SAE   | Mongolsko | Thajsko | Singapur | Malajsie | V     | VP    | PP    | P     | VG    | OG    | B     |
| 1. | Spojené arabské emiráty | ***   | 5:4       | 4:3     | 10:0     | 10:3     | 3     | 1     | 0     | 0     | 29    | 10    | 11    |
| 2. | Mongolsko               | 4:5   | ***       | 5:4     | 13:0     | 10:5     | 3     | 0     | 1     | 0     | 32    | 14    | 10    |
| 3. | Thajsko                 | 3:4   | 4:5       | ***     | 12:0     | 14:1     | 2     | 0     | 0     | 2     | 33    | 10    | 6     |
| 4. | Singapur                | 0:10  | 0:13      | 0:12    | ***      | 5:4      | 1     | 0     | 0     | 3     | 5     | 39    | 3     |
| 5. | Malajsie                | 2:14  | 5:10      | 1:14    | 4:5      | ***      | 0     | 0     | 0     | 4     | 13    | 39    | 0     |
| —  | Kyrgyzstán              | [ 3 ] | [ 3 ]     | [ 3 ]   | [ 3 ]    | [ 3 ]    | [ 3 ] | [ 3 ] | [ 3 ] | [ 3 ] | [ 3 ] | [ 3 ] | [ 3 ] |

## Divize I
Turnaj výkonnostně nižší skupiny nazvaný divize I podle vzoru mistrovství světa se konal od 22. dubna do 25. dubna 2017 v hale Ice Skating Rink ve stejnojmenném hlavním městě Kuvajtu. Turnaje se zúčastnila čtyři mužstva, která spolu hrála v jedné skupině každé s každým. Zvítězilo družstvo Kuvajtu a spolu s ním si postup do elitní skupiny zajistil i druhá Indie.

### Tabulka
|    |              | Kuvajt | Indie | Omán  | Macao | V     | VP    | PP    | P     | VG    | OG    | B     |       |
| 6. | Kuvajt       | ***    | 8:5   | 13:0  | 8:0   | 3     | 0     | 0     | 0     | 29    | 5     | 9     |       |
| 7. | Indie        | 5:8    | ***   | 3:2   | 7:3   | 2     | 0     | 0     | 1     | 15    | 13    | 6     |       |
| 8. | Omán         | 0:13   | 2:3   | ***   | 2:1   | 1     | 0     | 0     | 2     | 4     | 17    | 3     |       |
| 9. | Macao        | 0:8    | 3:7   | 1:2   | ***   | 0     | 0     | 0     | 3     | 4     | 17    | 0     |       |
| —  | Katar        | [ 5 ]  | [ 5 ] | [ 5 ] | [ 5 ] | [ 5 ] | [ 5 ] | [ 5 ] | [ 5 ] | [ 5 ] | [ 5 ] | [ 5 ] | [ 5 ] |
| —  | Filipíny     | [ 5 ]  | [ 5 ] | [ 5 ] | [ 5 ] | [ 5 ] | [ 5 ] | [ 5 ] | [ 5 ] | [ 5 ] | [ 5 ] | [ 5 ] | [ 5 ] |
| —  | Turkmenistán | [ 5 ]  | [ 5 ] | [ 5 ] | [ 5 ] | [ 5 ] | [ 5 ] | [ 5 ] | [ 5 ] | [ 5 ] | [ 5 ] | [ 5 ] | [ 5 ] |